# Mercenasco

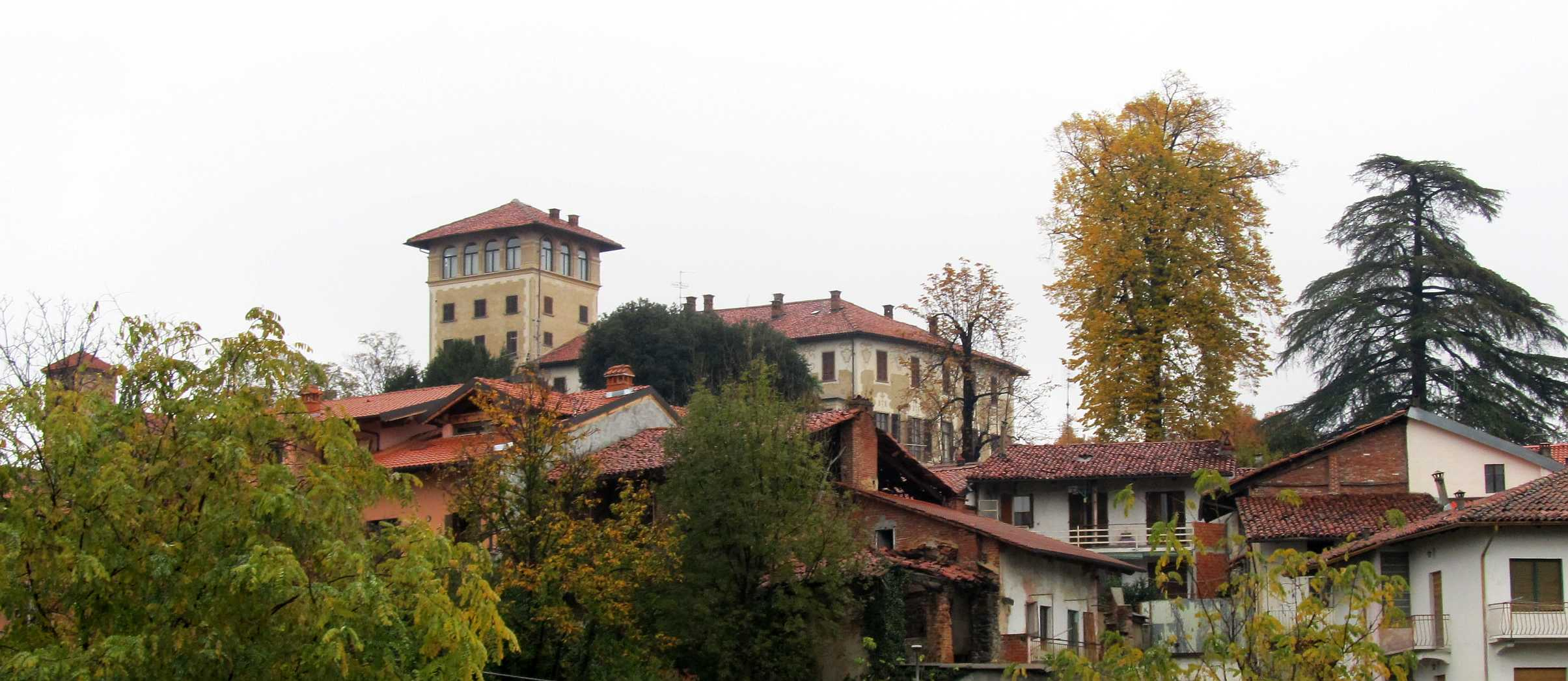
Khung cảnh ở Mercenasco

Mercenasco là một đô thị ở tỉnh Torino trong vùng Piedmont, có vị trí cách khoảng 35 km về phía đông bắc của Torino. Tại thời điểm ngày 31 tháng 12 năm 2004, đô thị này có dân số 1.205 người và diện tích là 12,6 km².
Đô thị Mercenasco có các frazioni (các đơn vị trực thuộc, chủ yếu là các làng) Villate.
Mercenasco giáp các đô thị: Romano Canavese, Strambino, Scarmagno, Cuceglio, Montalenghe, Candia Canavese, Orio Canavese, và Barone Canavese.